# María Páramo
María Euridice Páramo Fonseca (sinh tại Bogotá, Colombia) là một nhà cổ sinh vật học và nhà địa chất người Colombia. Cô đã đóng góp cho ngành cổ sinh vật học ở Colombia trong các lĩnh vực nghiên cứu về các loài bò sát Creta khác nhau, đáng chú ý nhất là hai loài mosasaurs Eonatator và Yaguaraaurus.

## Tiểu sử

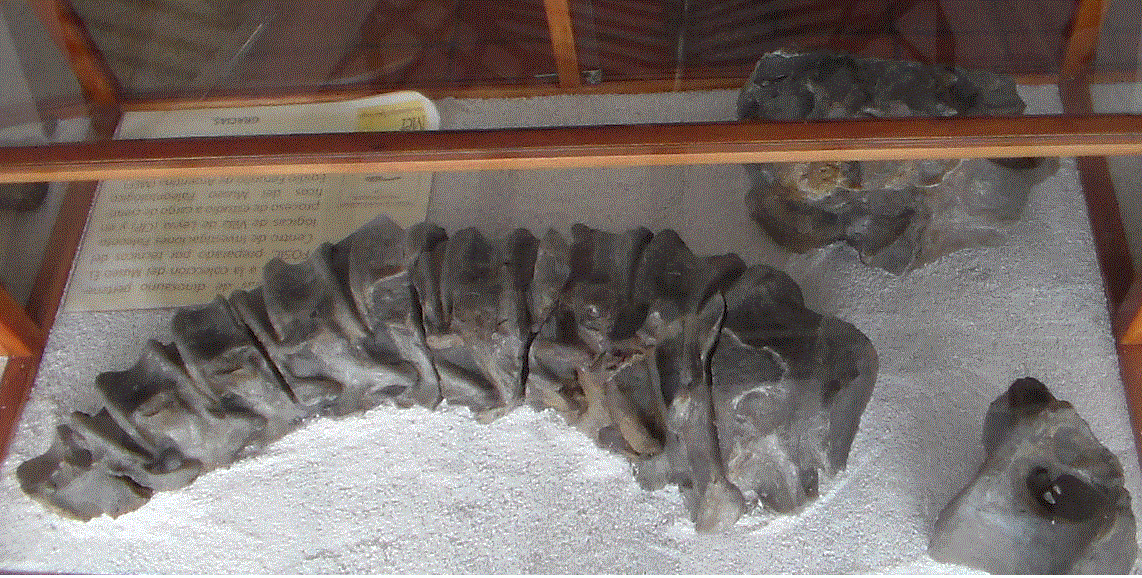
Páramo đồng tác giả ấn phẩm về Padillasaurus leivaensis, hóa thạch khủng long đầu tiên được tìm thấy ở Colombia

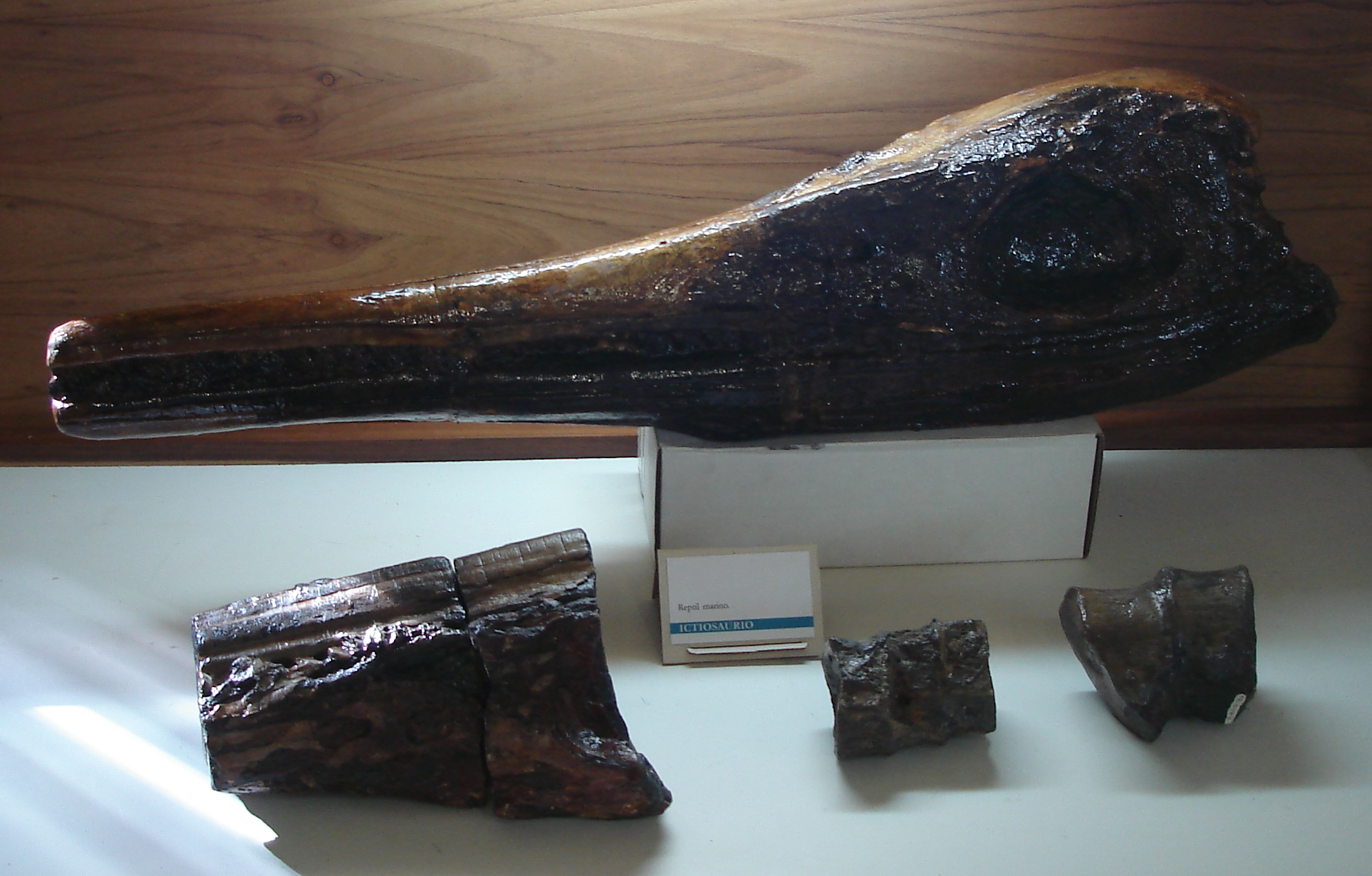
Đầu lâu của Platypterygius sachicarum

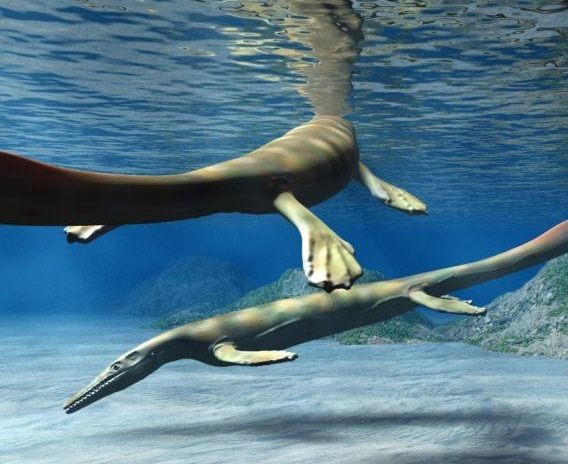
Tái thiết Eonatator coellensis

Năm 1991, Páramo lấy bằng thạc sĩ trường Universidad Nacional de Colombia với luận văn tên Posición Sistemática de un reptil marino con base en los restos fósiles encontrados en capas del Cretácico Superior en Yaguará, Huila và bằng tiến sĩ năm 1997 của trường Université de Poitiers với luận án tên Les Vertébrés marins du Turonien de la Vallée Supérieure du Magdalena, Colombie, Systématique, Paléoécologie et Paléobiogéographie. María Páramo là giảng viên tại Đại học Nacional de Colombia ở Bogotá từ năm 2006.
Páramo cùng với nhà cổ sinh vật học Fernando Etayo đã hợp tác nghiên cứu các hóa thạch khủng long đầu tiên được tìm thấy ở Colombia, Padillasaurus leivaensis và Paja, gần Villa de Leyva, Boyacá.
Các loài khác được nghiên cứu và mô tả bởi Páramo bao gồm loài mosasaur Eonatator coellensis ở Coello, Tolima, loài pliosaur Stenorhynchosaurus munozi, và loàiichthyosaur Platypterigius sachicarum ở Paja Formation, loài Yaguarasaurus columbianus ở La Frontera Formation, Huila, loài cá hóa thạch Bachea huilensis ở Villeta Group, và loài Gomphotheres ở Pleistocene gần Cartagena.
Páramo đã xuất bản các tác phẩm bằng tiếng Tây Ban Nha, tiếng Pháp và tiếng Anh.

## Tác phẩm
Danh sách chọn lọc.

### Bài viết
- 2016 - Stenorhynchosaurus munozi, gen. et sp. nov. a new pliosaurid from the Upper Barremian (Lower Cretaceous) of Villa de Leiva, Colombia, South America
- 2013 - Eonatator coellensis nov. sp. (Squamata: Mosasauridae), a new species from the Upper Cretaceous of Colombia
- 2012 - Mosasauroids from Colombia
- 2007 - The first Late Pleistocene record of Kinosternon (Cryptodira:Kinosternidae) turtles for Northern South America, Pubenza locality, Colombia
- 2001 - Los peces de la familia Pachyrhizodontidae (Teleostei) del Turoniano del Valle Superior del Magdalena, Colombia, dos nuevas especies
- 2000 - Yaguarasaurus columbianus (Reptilia, Mosasauridae), a primitive mosasaur from the Turonian (Upper Cretaceous) of Colombia
- 1998 - Platypterigius sachicarum (Reptilia, Ichtyosauria), nueva especie del Cretácico de Colombia
- 1997 - Bachea huilensis nov. gen., nov. sp., premier Tselfatioidei (Teleostei) de Colombie

## Liên kết mở rộng
- (tiếng Tây Ban Nha) Presentation by María Páramo